# پر برتیلسون
پر برتیلسون (انگلیسی: Per Bertilsson; ۴ دسامبر ۱۸۹۲ – ۱۸ سپتامبر ۱۹۷۲) ژیمناست هنری اهل سوئد بود.